# Zuzana Kultánová
Zuzana Kultánová (* 1986, Uherský Brod) je česká spisovatelka.

## Životopis
Vystudovala bohemistiku na Ostravské univerzitě, posléze byla šéfredaktorkou časopisu Opičí revue. Za svou knižní prvotinu „Augustin Zimmermann“ byla roku 2017 nominována na cenu Magnesia Litera – DILIA Litera pro objev roku a získala Cena Jiřího Ortena. V roce 2022 vyšel román Augustin Zimmermann ve španělském překladu v nakladatelství La Navaja. V tomtéž roce vydala Paseka její druhotinu Zpíváš, jako bys plakala. 

## Četba na pokračování
Román Augustin Zimmermann byl roku 2019 zpracován Vltavou Českého rozhlasu jako četba na pokračování. V režii Petra Mančala účinkuje Kajetán Písařovic, rozhlasová úprava: Klára Fleyberková.

## Dílo
- Augustin Zimmermann, 2016
- Zpíváš, jako bys plakala, 2022[5]